# Білл Брок
Вільям Емерсон «Білл» Брок III (англ. William Emerson «Bill» Brock III; 23 листопада 1930, Чаттануґа, Теннессі — 25 березня 2021) — американський політик-республіканець. Він представляв штат Теннессі в обох палатах Конгресу і був членом уряду США з 1981 по 1987.

## Біографія
Він навчався в Університеті Вашингтона і Лі у Лексінгтоні (штат Вірджинія), який закінчив у 1953 році зі ступенем бакалавра наук. До 1956 року Брок проходив військову службу у ВМС Сполучених Штатів. Потім він працював у кондитерському бізнесі його родини.
У 1962 році він був обраний членом Палати представників США. З 3 січня 1963 по 3 січня 1971 Брок представляв 3-й виборчий округ штату Теннессі і був першим республіканцем за 40 років, який був обраний від нього.
3 січня 1971 він став сенатором США і представляв інтереси Теннессі у Сенаті до 3 січня 1977 (його наступником був майбутній віце-президент США Альберт Гор). З 1977 по 1981 він був наступником Мері Луїз Сміт на посаді голови Національного комітету Республіканської партії.
Після інавгурації президента США Рональда Рейгана, він був призначений у 1981 році торговим представником Сполучених Штатів. Після того, як Рей Донован був змушений піти у відставку з посади міністра праці 15 березня 1985, Брок замінив його 29 квітня того ж року, працюючи міністром праці до 31 жовтня 1987.
Після відходу з політики, він був також членом Ради піклувальників Caring Institute у Вашингтоні, радником і довіреною особою Центру стратегічних і міжнародних досліджень, радником Ради Council for a Community of Democracies і членом Почесної Ради Washington Center. Він також є членом Американського легіону, організації ветеранів армії Сполучених Штатів.
Його дід Вільям Емерсон Брок як представник Демократичної партії також був сенатором США від Теннессі.